# Autobahnzubringer

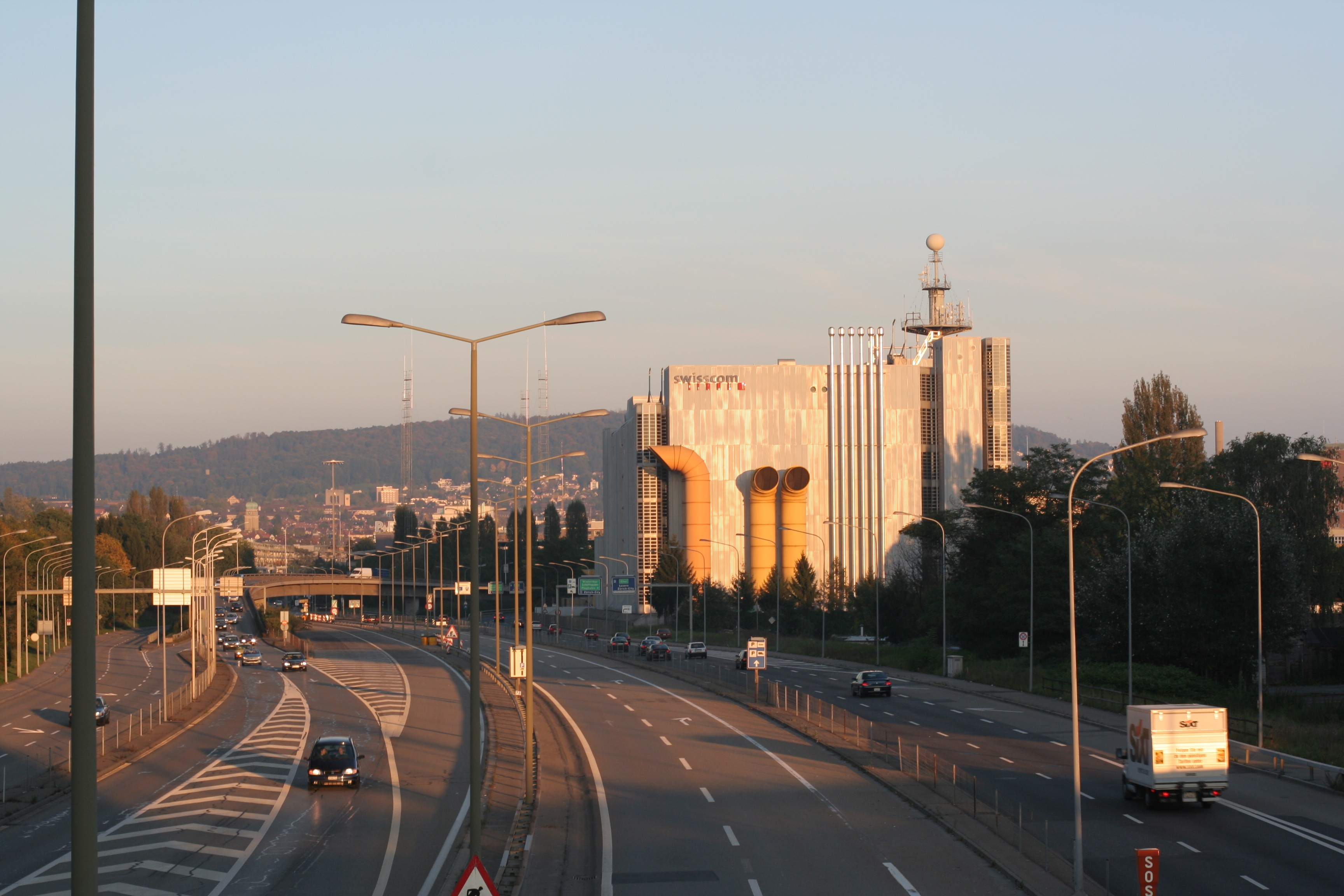
Der Autobahnzubringer A1H im Westen Zürichs

Als Autobahnzubringer bezeichnet man eine Straße, die nahezu ausschließlich als Verbindung zwischen einer Autobahn und dem nachgeordneten Straßennetz (z. B. Bundesstraße oder Hauptstrasse) verwendet wird und über eine Anschlussstelle in die Autobahn mündet. Straßen, die eine Autobahn höhenfrei kreuzen und dabei eine Anschlussstelle bilden, sind keine Autobahnzubringer im eigentlichen Sinn, obwohl sie oft als solche bezeichnet werden. Im urbanen Raum mischen sich die Funktionen, so sind Ausfallstraßen (einschließlich der radialen Autobahnen) durchwegs auch die Zubringer zu den Autobahnringen, die den Fernverkehr weiterverteilen.
In Deutschland zweigen Autobahnzubringer oft von Bundesstraßen ab. Sie haben dann selbst den Status einer Bundesstraße und erhalten eine eigene Nummer, die durch Buchstabenzusatz aus der Nummer der Ursprungs-Bundesstraße gebildet wird, z. B. B 39a von B 39. In der Schweiz haben die meisten Autobahnzubringer, vorwiegend Hauptstrassen oder Autostrassen, im Gegensatz zu den gewöhnlichen Hauptstrassen keine eigene Nummer; die Zubringer von Autobahnen, die Nationalstrassen sind, sind bis zum Anschluss an das Kantonsstrassennetz ebenfalls Teil des Nationalstrassennetzes, insgesamt gibt es 16 solche Zubringer. In Österreich gehören Autobahnzubringer durchwegs zur Autobahn (einschließlich aller Verkehrsregeln) und erhalten Rampenkilometrierung, sofern es sich nicht um gut ausgebaute Landes- und Gemeindestraßen handelt.
Der direkte und schnelle Anschluss an das Autobahnnetz ist für die Wirtschaft einer Stadt oder Region von großer Bedeutung. Lokale Wirtschaftsvereinigungen wie Industrie- und Handelskammern oder auch einzelne Unternehmen setzen sich daher oft für den Bau von Zubringern ein.
Die andere Anwendung ist aus baulichen Gründen, etwa wenn sich die angeschlossene Straße und die Autobahn nicht kreuzen, oder an der Kreuzung wegen der Bebauung oder der Geländesituation keine Anschlussstelle möglich ist. Besondere Beispiele sind etwa:
- die Anschlussstelle Knoten Pongau/Bischofshofen (Exit 47) der A 10 in einem Alpental, ein etwa 7 Kilometer langer 2×2-spuriger Zubringer, der 100 Höhenmeter überwindet und in eine Fernstraße übergeht (dient auch als Ortsumfahrung, 47° 26′ 18″ N, 13° 13′ 24″ O, mit eigenem Halbanschluss St. Rupert), wobei der Anschluss in eine Richtung selbst ein weiterer 1 km langer Zubringer ist. Die Überlandstraße kreuzt die Autobahn nicht.
- die Anschlussstelle Seewalchen der A 1 (Exit 234), in der der 2 km lange Autobahnzubringer (A1 234 R2/3, überlange Rampe) in Form einer indirekten Trompete in zwei Serpentinen knapp 50 Höhenmeter überwindet (und eine Straßenmeisterei und Autobahnpolizei auch noch anbindet; 47° 57′ 17″ N, 13° 35′ 39″ O), die angebundene Überlandstraße wird mit einem Talviadukt 1 km östlich überspannt.
- Bad Neuenahr-Ahrweiler verfügt mit der A 573 und der A 571 über zwei Autobahnzubringer zwischen der B 266 und der A 61. Da die B 266 und die A 61 sich unmittelbar über der Ahr kreuzen, wäre eine Anschlussstelle dort baulich nur mit großem Aufwand realisierbar. Als Ersatz dienen daher ein westlicher und ein östlicher Zubringer, die beide eine Nummer als Bundesautobahn bekommen haben und damit zu den kürzesten in Deutschland gehören.

Dem Zubringer ähnlich sind parallel verlaufende, nicht ausschließliche Autostraßen; man nennt sie Frontage Roads.
- Karte mit allen Koordinaten:
- OSM |
- WikiMap